# 294664 Trakai
294664 Trakai è un asteroide della fascia principale. Scoperto nel 2008, presenta un'orbita caratterizzata da un semiasse maggiore pari a 3,2482800 UA e da un'eccentricità di 0,0586514, inclinata di 5,36676° rispetto all'eclittica.
L'asteroide è dedicato all'omonima città lituana.